# Viola profonda

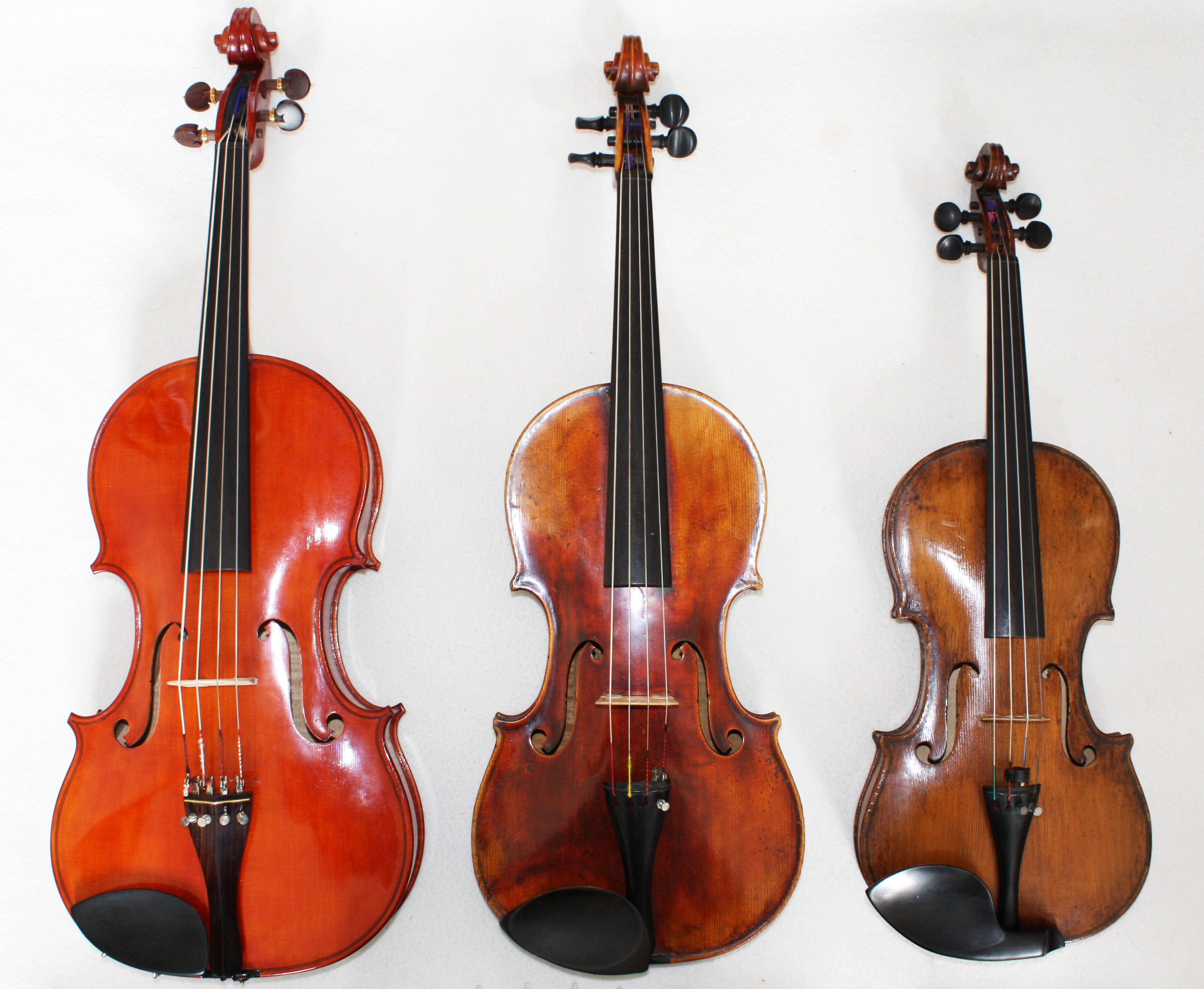
Van links naar rechts: viola profonda, altviool, viool

De viola profonda is een strijkinstrument met vier snaren. Zowel wat grootte als wat toonbereik betreft, ligt de viola profonda tussen de altviool en de cello in. Net als de viool en de altviool rust de viola profonda op de schouder bij het spelen.

## Geschiedenis
De viola profonda is een uitvinding van de Boliviaanse componist en dirigent Gerardo Yañez (La Paz, 1952). Het instrument is gepatenteerd in 2007.
De officiële presentatie van het instrument vond plaats op 2 november 2008 in de Thomaskirche in Leipzig.

## Ideeën achter het instrument
Yañez wilde met de viola profonda het ‘gat’ tussen altviool en cello opvullen. De altviool is een kwint lager gestemd dan de viool, de cello een octaaf lager dan de altviool. De viola profonda wordt een octaaf lager gestemd dan de viool.
Op die manier komt het rijtje viool – altviool – viola profonda – cello overeen met het rijtje sopraan – alt – tenor – bas voor de menselijke stem of bijvoorbeeld het rijtje sopraanblokfluit – altblokfluit – tenorblokfluit – basblokfluit voor de blokfluitfamilie. De viola profonda is dan de tenor in de vioolfamilie.
In de 17e eeuw bestond een tenorviool (Italiaans: violotta). Het instrument raakte in de 18e eeuw in onbruik. De viola profonda kan gezien worden als de wedergeboorte van de tenorviool. Ook de viola da gamba-familie kent van oudsher een tenorvariant. De basvariant van deze familie is vergelijkbaar met de cello. De contrabas, die (zoals blijkt uit de stemming in kwarten) van origine tot de gambafamilie behoort, heeft een nog lager bereik.
De viola profonda kan worden gebruikt in een nieuwe versie van het strijkkwartet:
|         | traditioneel strijkkwartet | hervormd strijkkwartet |
| ------- | -------------------------- | ---------------------- |
| Sopraan | eerste viool               | viool                  |
| Alt     | tweede viool               | altviool               |
| Tenor   | altviool                   | viola profonda         |
| Bas     | cello                      | cello                  |

## Stemming
Het bereik van de viola profonda ligt één octaaf lager dan de viool; de snaren worden als volgt gestemd:
- G-d-a-e´ of F-c-g-d´

Bij notatie in g-sleutel klinkt de muziek een octaaf lager dan genoteerd; bij notatie in c-sleutel een kwart lager dan genoteerd.

## Composities voor het instrument
- 2002:
  - Gerardo Yañez, Ofrenda, meditatie voor viola profonda solo
- 2008:
  - Carlé Costa, Prelude voor viola profonda en gitaar
  - Carlo Domeniconi, Elegiaco voor viola profonda en gitaar
  - Helmut Friedrich Fenzl, Epitaph voor viola profonda en piano
  - Gerardo Yañez, Guantanamo, blues voor viola profonda en piano
  - Gerardo Yañez, Der Titan, prelude voor viola profonda solo (dit werk is gespeeld bij de wereldpremière in Leipzig)
- 2009:
  - Alberto Villalpando, Mística 10 voor viola profonda en piano
- 2010:
  - Udo Agnesens, concert voor viola profonda en kamerorkest
  - Helmut Barbe, 3 duetten (Erstarrung, Erregung en Erwartung) voor viola profonda en piano
  - Miguel Bareilles, concert voor viola profonda en orkest
  - Miguel Bareilles, Toccata Camila voor viola profonda en piano
  - Judith Brandenburg, trio voor viola profonda, piano en bandoneon
  - Judith Brandenburg, Ven voor viola profonda en piano
  - Jorge Gustavo Mejia Medina, duet voor viola Profonda en piano
  - Jorge Gustavo Mejia Medina, concert voor viola Profonda en strijkorkest
  - Daniel Léo Simpson, Soliloquy voor viola profonda en piano
  - Gerardo Yañez, Kotti, blues voor ‘hervormd’ strijkkwartet, piano en slagwerk
- 2011:
  - Martin Raetz, Amor Éternel, duet voor viola profonda en piano
  - Martin Raetz, Kuwalkado, ‘Tango-Habanera’ voor viola profonda, accordeon, bas en gitaar
  - Martin Raetz, Oriental nights, ‘Tango-Habanera’ voor viola profonda en gitaar
  - Martin Raetz, Sarabana, voor viola profonda solo
  - Martin Raetz, Suita Andalusi, voor viola profonda en piano
  - Daniel Léo Simpson, String Quartet with Four Movements, voor ‘hervormd’ strijkkwartet
  - Nikos Tsiachris, sonate voor viola profonda en gitaar
  - Alberto Villalpando, Los diálogos de Tunupa, concert voor viola profonda en strijkorkest
  - Gerardo Yañez, Adarel, concert voor viola profonda, strijkers en slagwerk
  - Gerardo Yañez, Berlin - My heaven, my hell, voor ‘hervormd’ strijkkwartet
- 2012:
  - Eric Quezada, Strijkkwartet No. 4 in D Majeur, Op. 48 voor ‘hervormd’ strijkkwartet
  - Eva Maria Götte-Schmidt, Krieg und Familie voor piano, contrabas en ‘hervormd’ strijkkwartet
  - Rodrigo Navarro, Obssesio voor gitaar en ‘hervormd’ strijkkwartet
  - Alberto Villalpando, Mística 12 voor ‘hervormd’ strijkkwartet